# Varoš (Bośnia i Hercegowina)
Varoš (cyr. Варош) – wieś w Bośni i Hercegowinie, w Republice Serbskiej, w gminie Kalinovik. W 2013 roku liczyła 5 mieszkańców.